# St Enoch (metropolitana di Glasgow)
St Enoch è una stazione dell'unica linea della metropolitana di Glasgow. Si trova nell'omonima piazza nel centro della città ed è stata aperta il 14 dicembre del 1896 con l'intera linea.

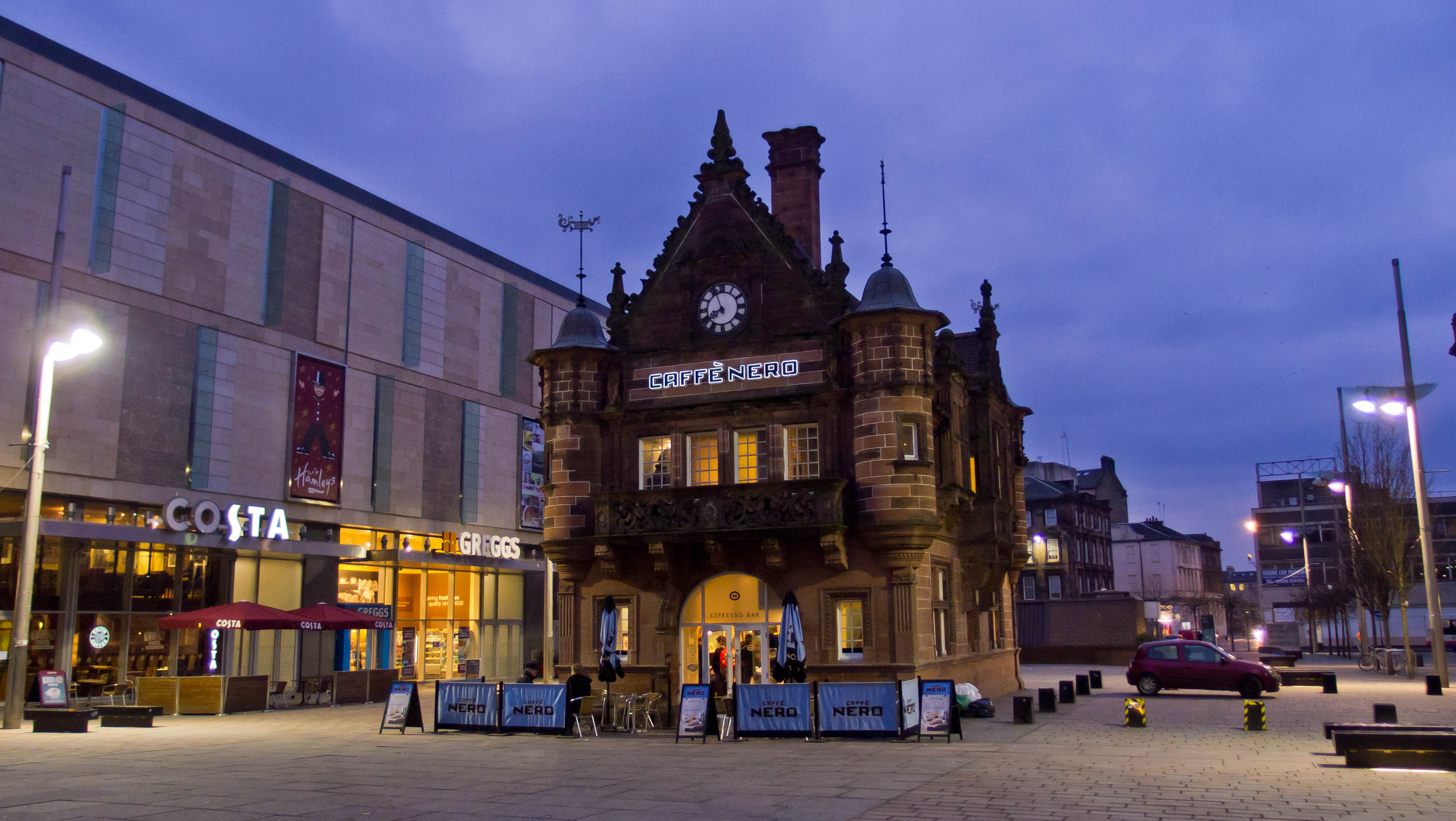
L'edificio che in passato ospitava la biglietteria e gli uffici della compagnia.

In superficie è presente un piccolo edificio in stile neorinascimentale tardo-vittoriano in cui in origine vi erano la biglietteria e gli uffici del gestore della metropolitana. In seguito è stato utilizzato come ufficio informazioni e dal 2009 una caffetteria della catena Caffè Nero.

## Interscambi
La stazione è collegata con i seguenti trasporti pubblici:
- stazione ferroviaria (Glasgow Centrale e Argyle Street)
- fermata autobus urbani

## Servizi
La stazione dispone di:
- biglietteria automatica